# Chabulina
Chabulina és un gènere d'arnes de la família Crambidae.

## Taxonomia
- Chabulina putrisalis (Viette, 1958)
- Chabulina tenera (Butler, 1883)